# رهایی (فیلم ۲۰۲۴)
رهایی (به انگلیسی: The Deliverance) فیلمی ترسناک و فراطبیعی محصول سال ۲۰۲۴ و به کارگردانی لی دنیلز است. در این فیلم بازیگرانی همچون آندرا دی، گلن کلوز، آنجانو الیس، مونیک، کیلب مک‌لافلین، عمر اپس، کالین کمپ و تاشا اسمیت ایفای نقش کرده‌اند.